# Passe Honikulu
La passe Honikulu est l'une des quatre passes récifales du lagon de Wallis (dans la collectivité d'outre-mer française de Wallis-et-Futuna), et c'est la seule qui permette à un navire d'entrer dans le lagon.

## Description

Chemin d'entrée dans le lagon de Wallis par la passe Honikulu, qui donne sur la baie de Mu'a, puis la passe Faioa. Deux options sont ensuite possibles : mouiller dans la baie de Gahi, ou continuer jusqu'à Mata-Utu.

La passe Honikulu se situe au sud du lagon de Wallis. Elle est bordée à l'est par l'îlot Fenuafo'ou, aussi surnommé « l'îlot de la passe ». Au nord se trouve l'îlot de Nukuatea.

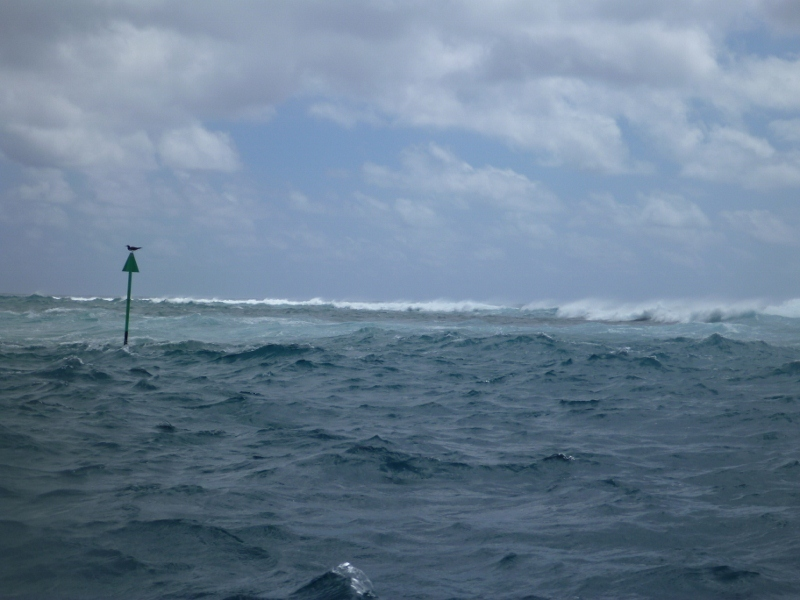
Des remous à l'entrée de la passe Honikulu (10 novembre 2012).

Les courants des marées peuvent atteindre 6 nœuds. Un chenal, passant par la passe de Faioa (à l'intérieur du lagon), permet d'atteindre le port de Mata-Utu. En franchissant la passe, les navires entrent dans la baie de Mu'a (anciennement dénommée baie de l'Allier). La passe Honikulu a un courant de flot de 2,5 à 4 nœuds, tandis que le jusant oscille entre 4 et 6 nœuds.  Cette passe joue un rôle majeur dans l'évacuation des eaux du lagon vers l'extérieur : en effet, le récif reçoit à travers la houle l'eau du large, mais la barrière récifale bloque cette eau dans le lagon.
Les navires souhaitant rejoindre Wallis doivent ensuite franchir la passe de Faioa (entre l'îlot Faioa et des récifs). Ils peuvent ensuite mouiller dans la baie de Gahi, ou bien aller jusqu'à Mata-Utu.

## Histoire
En 1943, la passe a été élargie pour permettre le passage des navires de guerre américains, alors que l'armée américaine avait installé une base militaire à Wallis. Ces travaux ont quelque peu atténué les violents courants traversant cette passe.

Dans les années 1990, des dispositifs de concentration de poissons sont installés pour faciliter la pêche. Ils ont été financés par le Japon et le Fonds européen de développement.

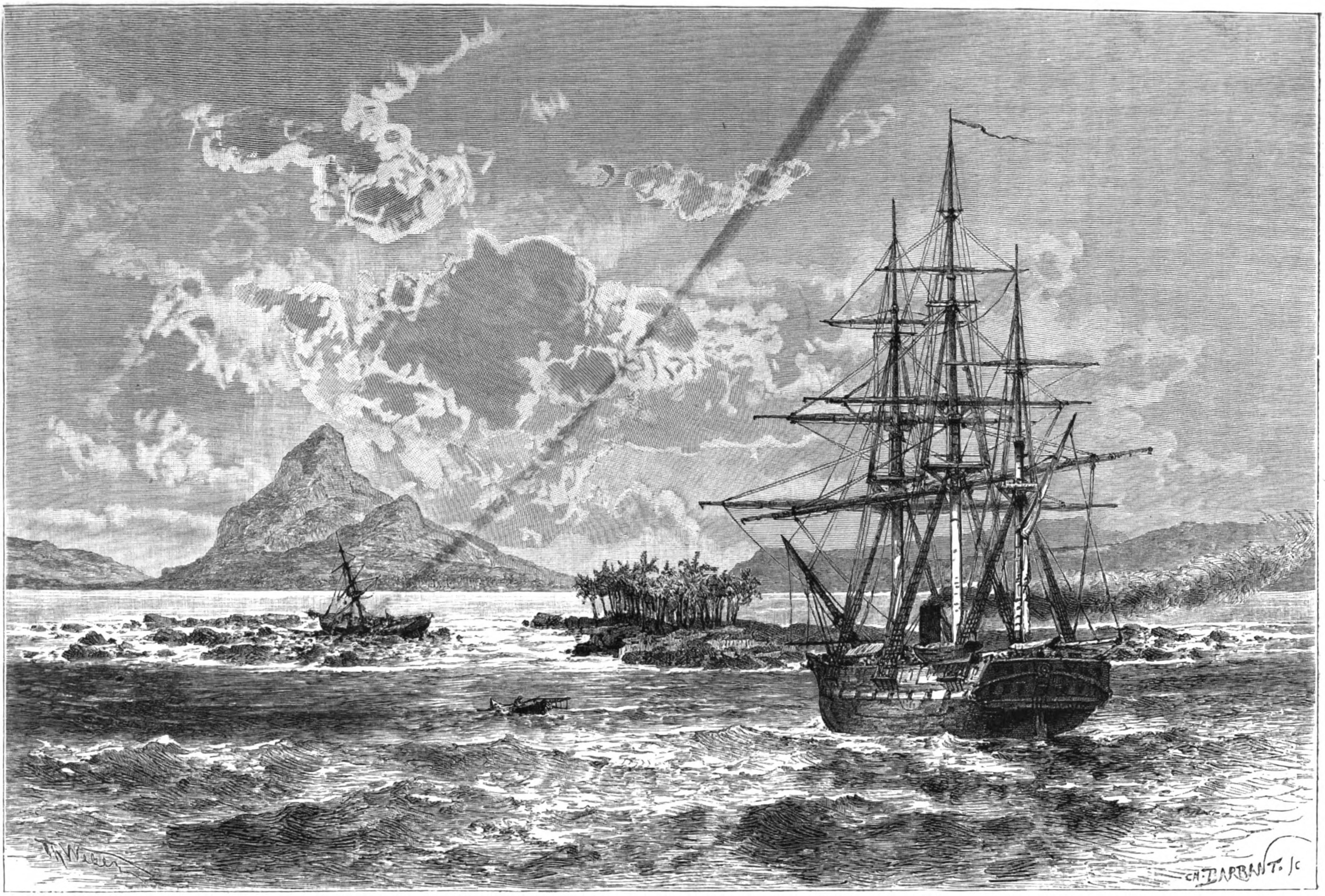
Le navire français l'Orne devant la passe de Honikulu, en 1874 ou 1875. Sur la gauche se trouve l'épave du navire l'Hermitte, qui a fait naufrage en heurtant les récifs le 29 juin 1874.